# پرده گوشتی

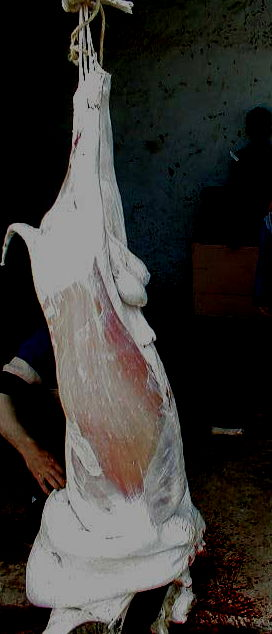
پرده گوشتی

پوست از سه لایهٔ اصلی تشکیل شده است که از بیرون به داخل عبارتند از: اپیدرم (روپوست)، درم (پوست حقیقی) و هیپودرم (زیرپوست یا لایهٔ چربی زیرپوست).
در اکثر پستانداران، پوست لایهٔ چهارمی هم وجود دارد که پردهٔ گوشتی (انگلیسی: Panniculus carnosus) یا لایه عضلانی نیام سطحی نامیده می‌شود و لایه عضلانی مخطط منقطع در زیر لایهٔ چربی است و باعث می‌شود پوست حیواناتی مثل سگ، گربه و موش شُل باشد. در انسان این لایه در جریان تکامل از بین می‌رود و تنها در گردن به شکل ماهیچه پوستی گردن (Platysma) باقی می‌ماند.